# Nigel Davies (Historiker)
Claude Nigel Byam Davies (* 1. September 1920; † 25. September 2004) war ein britischer Ethnologe und Altamerikanist. Er hat zahlreiche wichtige Werk zu den Azteken und den Tolteken, zumeist unter dem verkürzten Namen Nigel Davies veröffentlicht.
Nigel Davies wurde in Hendon, England geboren. Nach Ausbildung am Royal Military College in Sandhurst wurde er Leutnant bei den Grenadier Guards der Britischen Armee. Während des Krieges diente er im Nahen Osten, Italien und auf dem Balkan. Nach dem Ende seines Militärdienstes gewann er den Parlamentssitz von Epping für die Conservative Party, gab den Sitz aber nach einem Jahr auf.
Danach reiste er viel in Europa und dem Nahen Osten und ließ sich schließlich in Mexiko-Stadt nieder. Er studierte an der Escuela Nacional de Antropología, einer spezialisierten Ausbildungsstätte in Mexiko, wo er 1968 den Grad eines Master of Archaeology erhielt, mit einer ethnohistorischen Studie über die vom aztekischen Reich unabhängigen Gebiete. Daneben war er geschäftsführender Direktor einer Fabrik für industrielle Glaswaren in Harlow. Später erhielt er den Doktorgrad vom University College London. Von erheblicher wissenschaftlicher Bedeutung sind die innovativen Analysen und Deutungen in seinen Monographien über die Azteken und deren Vorläufer, die Tolteken. Später veröffentlichte er eher zusammenfassende Überblickswerke ohne eigene wissenschaftliche Zielsetzung. In seinen beiden letzten Jahrzehnten lebte er in Tijuana.

## Werke

### Wissenschaftliche Monographien
- Los señoríos independientes del Imperio Azteca. Instituto Nacional de Antropología e Historia, México 1968.
- Los Mexicas, primeros pasos hacia el imperio. Universidad Nacional Autónoma de México, Mexico 1973.
- The Aztecs, a history. Macmillan, London, 1973, ISBN 0-333-12404-9.  Deutsch: Die Azteken. Meister der Staatskunst und Schöpfer hoher Kultur. Econ, Düsseldorf, ISBN 3-430-12008-X.
- The Toltecs, until the fall of Tula. University of Oklahoma Press, Norman 1977, ISBN  0-8061-1394-4
- The Toltec heritage, from the fall of Tula to the rise of Tenochtitlan. University of Oklahoma Press, Norman 1980, ISBN 0-8061-1505-X.
- The Aztec Empire, the Toltec resurgence. University of Okalhomas Press, Norman 1987, ISBN 0-8061-2098-3.

### Sachbücher
- Human Sacrifice, in history and today. Macmillan, London. 1981 ISBN 0-333-22384-5. Deutsch: Opfertod und Menschenopfer: Glaube, Liebe und Verzweiflung in der Geschichte der Menschheit. Ullstein, Frankfurt 1983, ISBN 3-548-32059-7.
- The Ancient Kingdoms of Mexico. Penguin, Harmondsworth 1982, ISBN 0-14-022232-4. Deutsch: Die versunkenen Königreiche Mexikos. Ullstein, Frankfurt 1985, ISBN 3-430-12026-8.
- The Rampant God, eros throughout the world. Morrow, New York 1984, ISBN 0-688-03094-7. Deutsch: Weltgarten der Lüste: Geschichte der Erotik. Econ, 1985, ISBN 3-430-12018-7.
- The Incas. University Press of Colorado, Niwot 1995, ISBN 0-87081-360-9.
- The Ancient Kingdoms of Peru. Penguin, London 1997, ISBN 0-14-023381-4.
- (mit Rudolf Pörtner, Hrsg.): Alte Kulturen der Neuen Welt: neue Erkenntnisse der Archäologie. Econ, Düsseldorf 1980, ISBN 3-430-17523-2.
- Voyagers to the New World. Morrow, New York 1979, ISBN 0-688-03396-2. Deutsch: Bevor Columbus kam: Ursprung, Wege und Entwicklung der alt-amerikanischen Kulturen. Econ, Düsseldorf 1976.